# Episodi di The Lying Game (seconda stagione)
La seconda e ultima stagione della serie televisiva The Lying Game è stata trasmessa dall'8 gennaio al 12 marzo 2013 sul canale statunitense ABC Family.
In Italia è stata trasmessa in prima visione assoluta dal 13 al 26 agosto 2014 su Rai 2.
| nº | Titolo originale          | Titolo italiano           | Prima TV USA     | Prima TV Italia |
| -- | ------------------------- | ------------------------- | ---------------- | --------------- |
| 1  | The Revengers             | Sfida incrociata          | 8 gennaio 2013   | 13 agosto 2014  |
| 2  | Cheat, Play, Love         | Inganna, gioca, ama       | 15 gennaio 2013  | 14 agosto 2014  |
| 3  | Advantage Sutton          | Vantaggio Sutton          | 22 gennaio 2013  | 15 agosto 2014  |
| 4  | A Kiss Before Lying       | Un bacio prima di mentire | 29 gennaio 2013  | 18 agosto 2014  |
| 5  | Much Ado About Everything | Molto rumore per tutto    | 5 febbraio 2013  | 19 agosto 2014  |
| 6  | Catch Her in the Lie      | Colta sul fatto           | 12 febbraio 2013 | 20 agosto 2014  |
| 7  | Regrets Only              | Solo rimpianti            | 19 febbraio 2013 | 21 agosto 2014  |
| 8  | Bride and Go Seek         | La sposa smarrita         | 26 febbraio 2013 | 22 agosto 2014  |
| 9  | The Grave Truth           | L'amara verità            | 5 marzo 2013     | 25 agosto 2014  |
| 10 | To Lie For                | L'ultimatum               | 12 marzo 2013    | 26 agosto 2014  |